# Bertalan Árkay
Bertalan Árkay (11. dubna 1901, Budapešť – 23. listopadu 1971, Budapešť) byl průkopníkem maďarského modernistického designu a architektury.

## Život
Byl synem architekta Aladára Árkaye. Vystudoval Technickou univerzitu v Budapešti. Následně začal pracovat ve vídeňské kanceláři Petera Behrense. Spolu se svým otcem navrhl římskokatolický pamětní kostel v Moháči. Na stavbě se podílela i jeho první manželka Lili Sztehló. Práce na kostele byly dokončeny v letech 1932 až 1933, až po smrti otce. Stavba s betonovou konstrukcí a samostatnou zvonicí byla prvním moderním kostelem ve městě. V letech 1933–34 pracoval na bytové výstavbě v VIII. obvodu na jižní straně ulice Köztársaság tér. V roce 1936 navrhl maďarský pavilon pro Trienále v Miláně. Od roku 1945 pracoval na obnově historických budov – např. Muzeum krásných umění (Budapešť) a církevních staveb ve Vácu. Od roku 1949 pracoval na rozvoji hlavního města na odboru veřejných staveb a navrhl také řadu škol (např. Sátoraljaújhely, 1943) a bytových domů. Jeho plány jsou uloženy v budapešťském historickém muzeu.